# Temperaturverwitterung
Temperaturverwitterung (auch Insolationsverwitterung) ist ein Begriff für verschiedene Verwitterungsphänomene, die auf Temperaturschwankungen im Gestein zurückgeführt werden.
Insbesondere in Wüsten- und trockenen Polargebieten sowie den Gipfelregionen der Achttausender, die durch sehr hohe Temperaturwechsel gekennzeichnet sind (entweder vom positiven zum negativen oder Schwankungen nur im tief negativen Bereich), spielt die Temperaturverwitterung eine herausragende Rolle bei den geomorphologischen Prozessen.

## Theorie
Die Erwärmung oder Abkühlung der Oberfläche von Felsoberflächen und Steinbauten verursacht eine Volumenvergrößerung bzw. -verringerung in Festkörpern. Wegen der bei Gesteinen meist relativ geringen Wärmeleitfähigkeit kommt es zur Ausbildung eines Temperaturgradienten. Wenn die durch Volumenveränderung auftretenden Kräfte die Elastizitätsgrenze der gesteinsbildenden Materialien oder ihres Bindemittels überschreiten, kann es somit zu Brüchen im Gestein kommen.

### Forschungshistorie
Ursprünglich gingen Forscher dabei davon aus, dass allein die temperaturbedingte Volumenveränderung zu Spannungen im Gestein und dadurch zu Brüchen und Absplitterungen führten. In vereinfachter Annahme sind dabei die Wärmeausdehnung und Elastizitätsmodul  (E-Modul) proportional zum Spannungsgradienten.
Je nach Materialzusammensetzung, Bindemittel, Salzgehalt, Feuchtigkeit, Porosität und Permeabilität kommen aber weitere Einflüsse hinzu. Wasser oder Feuchtigkeit spielen eine große Rolle für die Wirksamkeit der Verwitterung, „trockene“ Temperaturverwitterung ohne Einwirkung von Wasser zeigt dagegen nur geringe Ausprägung.
Für ausgewählte Beispiele konnte jedoch gezeigt werden, dass auch trockene Insolationsverwitterung zur Bildung von Mikrorissen führen kann, die als Ansatzpunkt nachfolgender Verwitterungphänomene wirken.

### Verwandte Prozesse
In vielen Verwitterungsprozessen spielt die Temperatur eine Rolle, ohne dass der Wirkmechanismus hauptursächlich auf die Temperaturveränderung zurückgeführt werden kann. Dies gilt etwa für die Salzverwitterung oder die Frostsprengung durch Frost-Tau-Wechsel, für die das Auftreten von Wasser offenkundig zwingend ist; die Temperaturveränderung spielt hierfür nur eine untergeordnete Rolle.
Hohe Temperatureinwirkungen kommen durch natürliche oder menschengemachte Feuereinwirkung zustande, die den E-Modul der Oberfläche verändern und so zu Gesteinszerfall führen können. Für diese Vorgänge ist der Begriff Insolationsverwitterung (der sich auf Sonneneinstrahlung bezieht) jedoch unpassend.

### Besondere Gesteinsformen
Besonders ausgeprägte Temperaturwechselempfindlichkeit findet sich bei einzelnen Marmor- und Kalksteinvarietäten aufgrund der ausgeprägten Anisotropie des Elastizitätsmoduls des gesteinsbildenden Calcits. Bei sonnenempfindlichen Gesteinen wie dem Sonnenbrennerbasalt kommen chemische Einwirkungen durch die Umbildung von Mineralien hinzu.